# Changgang Shuiku
Changgang Shuiku är en reservoar i Kina. Den ligger i provinsen Jiangxi, i den sydöstra delen av landet, omkring 260 kilometer söder om provinshuvudstaden Nanchang. Changgang Shuiku ligger 184 meter över havet. Arean är 8,8 kvadratkilometer. I omgivningarna runt Changgang Shuiku växer huvudsakligen savannskog. Den sträcker sig 9,4 kilometer i nord-sydlig riktning, och 5,4 kilometer i öst-västlig riktning.
Genomsnittlig årsnederbörd är 2 051 millimeter. Den regnigaste månaden är maj, med i genomsnitt 345 mm nederbörd, och den torraste är oktober, med 23 mm nederbörd.